# Charles Le Myre de Vilers
Charles Marie Le Myre de Vilers (17 tháng 2, 1833 – 9 tháng 3, 1918) là chính trị gia và nhà ngoại giao người Pháp, từng giữ cương vị Thống đốc Nam Kỳ, Tổng công sứ Madagascar, Hạ nghị sĩ Pháp. Ông được trao tặng Bắc Đẩu Bội tinh.

## Tiểu sử
Charles Le Myre de Vilers sinh năm 1833 tại Vendôme, Loir-et-Cher, Pháp, là con trai một sĩ quan hải quân. Năm 1849, ông vào học trường hải quân École Navale. Chiến tranh Chiến tranh Pháp-Phổ 1870 nổ ra, ông làm trợ lý cho Đô đốc La Roncière trong cuộc vây hãm Paris.
Ngày 13 tháng 5 năm 1879, ông được bổ nhiệm là thống đốc dân sự đầu tiên của Nam Kỳ sau thời kỳ thống đốc quân sự, chính thức nhậm chức ngày 7 tháng 7 cùng năm. Ông đồng thời giữ chức Đặc sứ Trung Kỳ. Thời gian tại vị, ông có nhiều đóng góp trong buổi đầu kiến lập thành phố Sài Gòn, như tách quyền hạn rõ ràng giữa dân sự và quân sự, làm rõ và cải tổ luật hình sự, thiết lập hội đồng thành phố và các hội đồng quận. Tháng 11 năm 1882, Le Myre de Vilers bị bãi nhiệm Thống đốc Nam Kỳ.
Ngày 9 tháng 3 năm 1886, ông được bổ nhiệm là Tổng công sứ Madagascar, chính thức nhậm chức ngày 28 tháng 4 cùng năm và kết thúc nhiệm kỳ thứ nhất vào tháng 3 năm 1888. Ông tái giữ chức vụ này từ ngày 14 tháng 10 năm 1894 đến 1 tháng 12 năm 1895. Giai đoạn 1889-1902, ông là Hạ nghị sĩ Đệ tam Cộng hòa Pháp, đại diện Nam Kỳ.
Sau khi rời chính trường, ông gia nhập Hội Địa lý Pháp (Société de géographie). Ông được Pháp trao tặng Bắc Đẩu Bội tinh hạng 2.